# Bulbophyllum papulipetalum
Bulbophyllum papulipetalum là một loài phong lan thuộc chi Bulbophyllum.